# 생트크루아
생트크루아(프랑스어: Sainte-Croix)는 스위스 보주의 쥐라-노르 보두아구에 있는 자치체이다.

## 역사
생트크루아는 1177년에 Sancta Crux로 처음 언급되었다. 1317년에는 Saint Crueyz로 언급되었다. 이전에는 독일 이름 Heilig Kreuz로 알려졌다.

## 지리

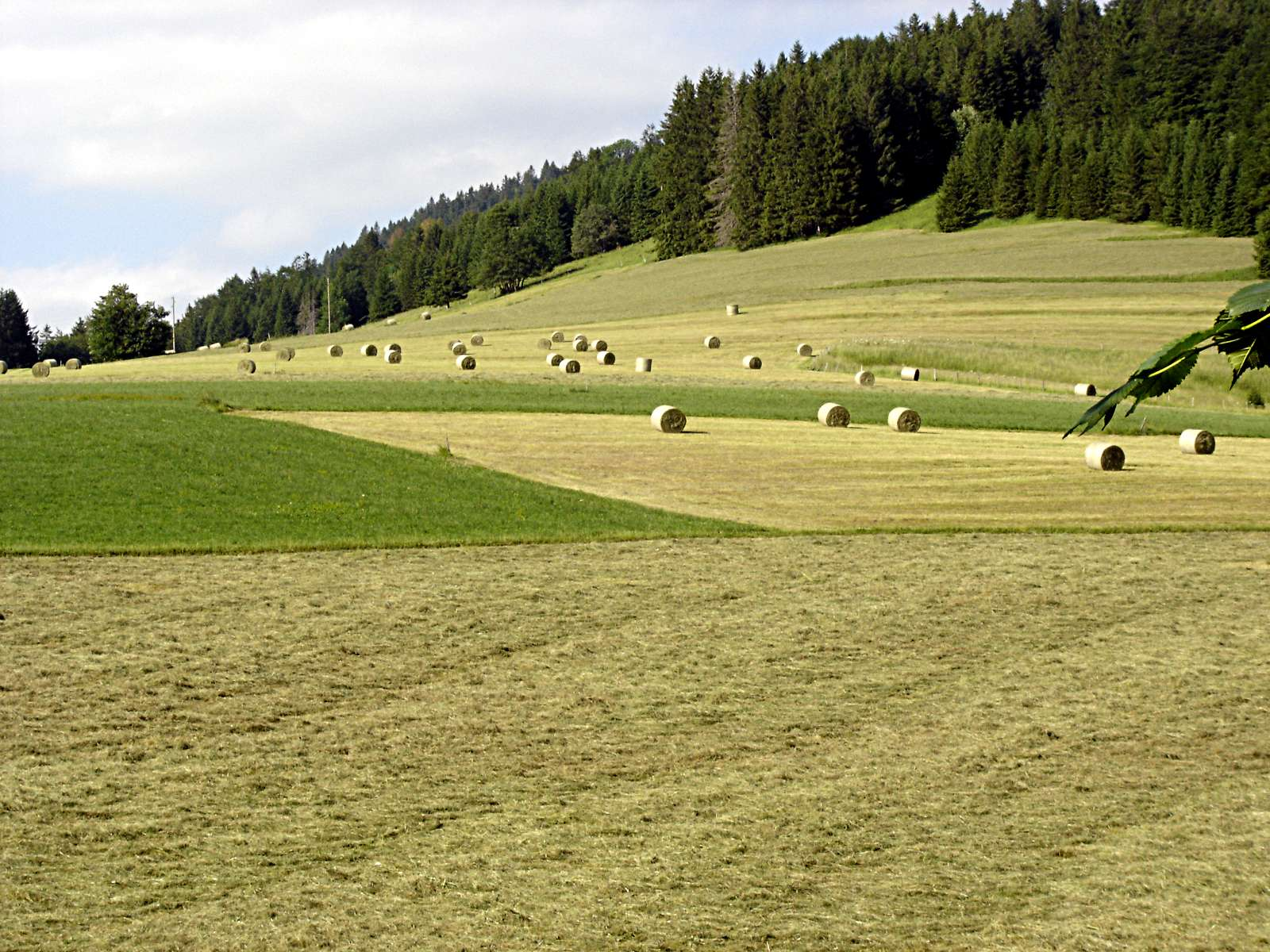
생트 크루아 밖의 들판

생트크루아의 면적은 2009년 기준으로 39.42k㎡이다. 이 면적 중 16.21k㎡ (41.1%)가 농업 목적으로 사용되는 반면 19.57k㎡ (49.6%)는 산림이다. 나머지 토지 중 2.74k㎡ (7.0%)가 정착(건물 또는 도로), 0.1k㎡ (0.3%)가 강 또는 호수이며, 0.69km 2 (1.8%)는 비생산적인 토지이다.
건축면적 중 주택과 건물이 3.6%, 교통기반시설이 2.6%를 차지했다. 산림면적의 45.9%는 산림이 우거져 있고 3.8%는 과수원이나 작은 나무 군락으로 덮여 있다. 농경지 중 1.0%는 작물 재배에 사용되며, 21.2%는 목초지, 18.9%는 고산 목초지에 사용된다. 시정촌의 모든 물은 흐르는 물이다.
시정촌은 2006년 8월 31일에 해산될 때까지 그랑송구의 일부였으며, 생트크루아는 새로운 쥐라-노르 보두아구의 일부가 되었다.
보주의 이베르동, 뇌샤텔주의 플루리에(Fleurier), 프랑스의 퐁타를리에 사이에 있다.
생트크루아 마을은 Chasseron 기슭에 있는 쥐라산맥의 해발 1,086m에 위치해 있다. 시립 지역은 생트크루아와 레그랑쥬의 두 계곡에 걸쳐 있으며, 27개의 마을을 포함한다. 가장 주목할만한 곳으로는 생트크루아, L' Auberson, La Gitte Dessous, La Chaux, La Vraconne, La Sagne 및 르샤또가 있다.

## 인구통계

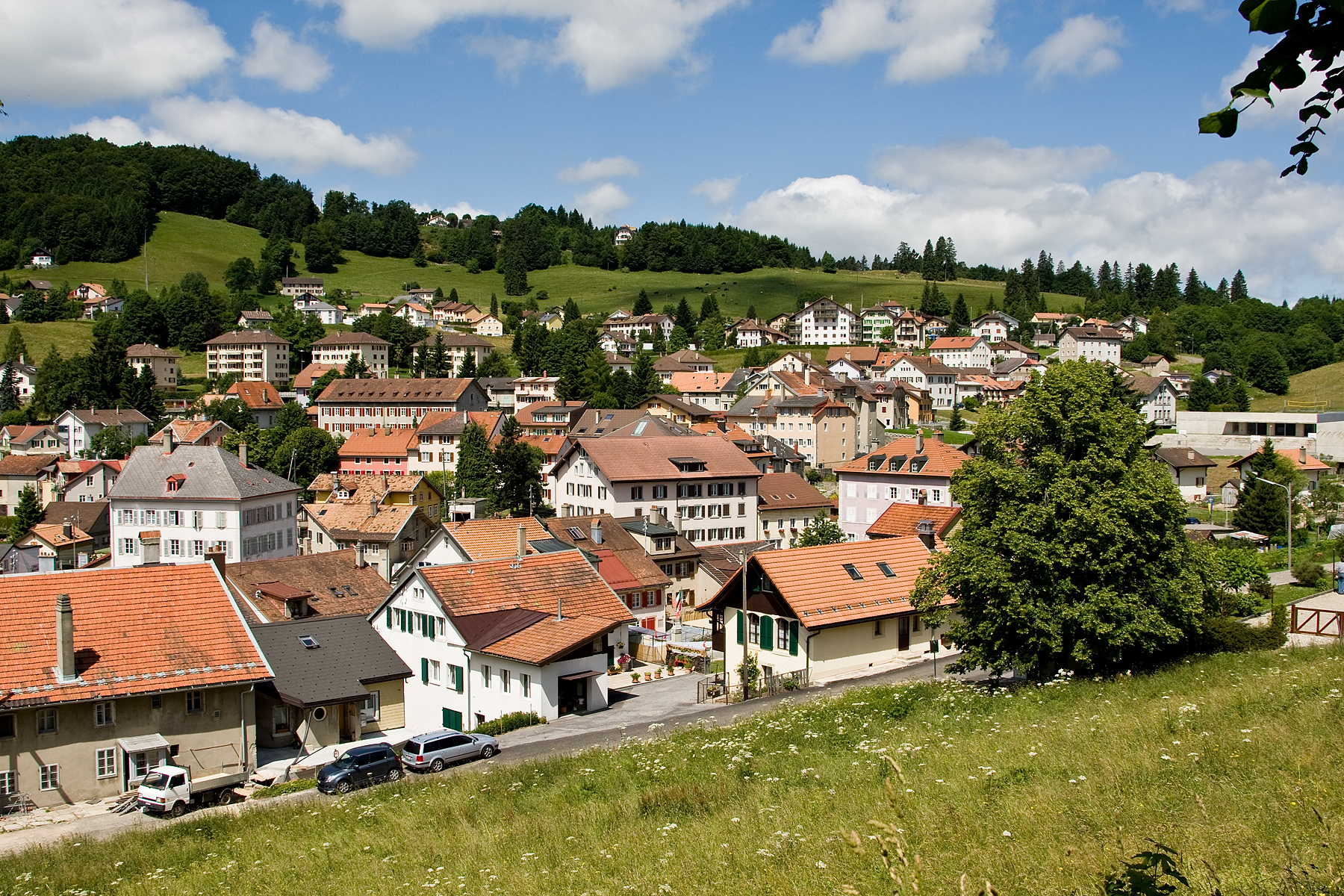
생트 크루아 마을

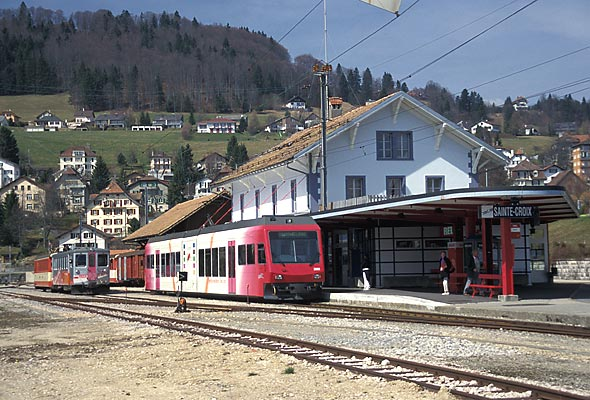
생트크루아역

2020년 12월 기준, 생트크루아의 인구는 4,933명이다. 2008년 기준으로 인구의 14.6%가 거주하는 외국인이다. 1999년부터 2009년까지 지난 10년 동안 인구는 7.5%의 비율로 변화했다. 이주로 인해 14.3%의 비율로, 출생 및 사망으로 인해 -5.8%의 비율로 변경되었다.
2000년 기준, 인구 대부분인 3,914명(90.3%)이 프랑스어를 사용하며, 독일어가 96명(2.2%)으로 2위이고, 이탈리아어가 93명(2.1%)으로 3위이다. 로만슈어를 구사하는 사람이 2명 있다.
지자체의 인구 중 1,734명(약 40.0%)가 생트크루아에서 태어나 2000년에 그곳에 살았다. 같은 주에서 태어난 885명(20.4%)가 있었고, 618명(14.3%)가 스위스 다른 곳에서 태어났다. 746명(17.2%)가 스위스 이외의 지역에서 태어났다.
2008년에는 스위스 시민이 43명, 비스위스계 시민이 9명이었고, 같은 기간에 스위스 시민이 49명, 비스위스계 시민이 2명이었다. 이민과 이주를 무시하면, 스위스 시민의 인구는 6명 감소했고, 외국인 인구는 7명 증가했다. 스위스로 재이민 온 스위스 남자 7명과 스위스에서 이민 온 스위스 여자 2명이 있었다. 동시에 다른 나라에서 스위스로 이주한 25명의 비스위스계 남성과 22명의 비스위스계 여성이 있었다. 2008년 전체 스위스 인구 변화(시 경계를 넘는 이동을 포함한 모든 출처에서)는 3명이 증가했고, 비스위스계 인구는 39명이 증가했다. 이는 1.0%의 인구 증가율을 나타낸다.
2009년 현재 생트크루아의 연령 분포는 다음과 같다. 400명의 어린이 또는 인구의 9.0%는 0~9세이고 448명의 청소년(10.0%)은 10~19세이다. 성인 인구 중 499명(인구의 11.2%)이 20~29세이다. 464명(10.4%)은 30~39세, 623명(14.0%)은 40~49세, 581명(13.0%)은 50~59세이다. 고령자 분포는 639명(인구의 14.3%)이 60세 이상이다. 69세는 70~79세가 417명(9.3%), 80~89세가 322명(7.2%), 90세 이상이 69명(1.5%)이다.
2000년 기준으로 시정촌에 미혼이거나 독신인 사람은 1,549명이다. 기혼자는 2,086명, 미망인은 443명, 이혼한 사람은 255명이었다.
2000년 기준으로 시정촌의 개인가구는 1,980세대로 가구당 평균 2.명이다. 1인 가구는 836가구, 5인 이상 가구는 105가구였다. 이 질문에 답한 총 2,053가구 중 40.7%가 1인 가구였으며, 부모와 동거하는 성인은 20명이었다. 나머지 가구 중 자녀가 없는 기혼 가구는 609가구, 자녀가 있는 기혼 가구는 416가구, 자녀가 있는 편부모는 87가구다. 12가구는 혈연관계가 없는 사람들로, 73가구는 일종의 기관이나 집단주택으로 구성되어 있었다.
2000년에 총 1,226세대의 주거용 건물 중 579호(전체의 47.2%)가 단독주택이었다. 다가구주택은 367채(29.9%), 주로 주거용으로 사용되는 다목적동은 193채(15.7%), 기타 용도(상업, 공업)가 87채(7.1%)였다. 단독주택 중 173채는 1919년 이전에 지어졌고, 33채는 1990년에서 2000년 사이에 지어졌다. 가장 많은 다가구 주택(183채)이 1919년 이전에 지어졌고, 다음으로 가장 많은 다가구 주택(72채)이 1946년과 1960년 사이에 지어졌다. 1996년부터 2000년 사이에 지어진 다세대 주택이 1채 있었다.
2000년에는 2,847채의 아파트가 시정촌에 있었다. 가장 일반적인 아파트 크기는 3개의 방이었고, 그중 1,049개가 있었다. 1인실 아파트 155채와 5실 이상 아파트 485채가 있었다. 이 중 상가주택은 총 1,926세대(전체의 67.7%), 비수기형은 643세대(22.6%), 공실은 278세대(9.8%)였다. 2009년 기준 신규주택 건설률은 인구 1,000명당 0.9세대였다. 2010년 시정촌 공실률은 1.26%였다.

역사적 인구는 다음 차트에 나와 있다.

## 볼거리
L'Auberson 및 생트크루아의 전체 마을과 라쇼의 작은 마을은 스위스 유산 목록의 일부로 지정된다.
지자체의 L'Auberson 마을은 오르골 박물관인 보 박물관(Musée Baud)로 유명하다.
국제 예술 기계 센터(Center International de la Mécanique d'Art)가 지자체에 있다.

## 정치
2007년 연방 선거에서 가장 인기 있는 정당은 35.49%의 득표율을 기록한 SP였다. 다음으로 가장 인기 있는 세 정당은 SVP (25.48%), FDP (11.66%), 녹색당 (10.93%)이었다. 이번 연방 총선에서는 총 1,263표가 투표율 40.8%를 기록했다.

## 경제
2010년 기준으로 생트크루아의 실업률은 6.3%이다. 2008년 기준으로 1차 경제 부문에 91명이 고용되어 있고 이 부문에 약 36개 기업이 참여하고 있다. 674명이 2차 부문에 고용되었고, 이 부문에 60개의 기업이 있었다. 891명이 3차 부문에 고용되었으며, 이 부문에는 145개의 기업이 있다. 시정촌 주민은 1,704명으로 일정 정도 고용되었으며, 그중 여성이 전체 노동력의 42.3%를 차지하였다.
2008년에 정규직에 해당하는 총 일자리 수는 1,385개였다. 1차 부문의 일자리 수는 63개였으며, 그중 55개는 농업, 8개는 임업 또는 목재 생산이었다. 2차 부문의 일자리 수는 630개로 그 중 제조업이 543개(86.2%), 건설업이 88개(14.0%)였다. 3차 부문의 일자리 수는 692개였다. 151개(21.8%)는 도소매 또는 자동차 수리업, 32개(4.6%)는 상품의 이동 및 보관, 78개(11.3%)는 호텔 또는 레스토랑, 16 또는 2.3%는 정보 산업에 종사했다. 10개(1.4%)가 보험 또는 금융 산업, 22개(3.2%)가 기술 전문가 또는 과학자, 102개(14.7%)가 교육, 185개(26.7%)가 의료 분야였다.
2000년에는 886명의 시정촌 근로자와 585명의 출퇴근 근로자가 있었다. 지자체는 근로자의 순수입 지자체이며, 1명이 전출될 때마다 약 1.5명의 근로자가 지자체에 들어간다. 생트크루아에 들어오는 인력의 약 33.9%가 스위스 외부에서 왔다. 근로인구의 8.3%가 출퇴근을 위해 대중교통을 이용했고, 57%가 자가용을 이용했다.

## 교통
미터궤 전철 이베르동–생트크루아선은 생트크루아와 이베르동레뱅을 연결한다.

## 종교
2000년 인구 조사에서 로마 가톨릭 신자는 920명(21.2% )이었고, 스위스 개혁 교회는 2,275명(52.5%) 이었다. 나머지 인구 중 정교회 교인은 12명(인구의 약 0.28%), 크리스찬 가톨릭 교회 교인은 2명(인구의 약 0.05%)이었고, 다른 기독교 교회에 속한 개인이 308명(또는 인구의 약 7.11%)이 있었다. 유대인은 2명(인구의 약 0.05% )이었고, 이슬람교는 104명(인구의 약 2.40%)이었다. 불교가 3명, 힌두교가 12명, 다른 종교에 속한 5인이 있었다. 457명(인구의 약 10.55%)이 교회에 속하지 않고, 불가지론자 또는 무신론자이며, 385명(인구의 약 8.89%)이 질문에 대답하지 않았다.

## 교육
생트크루아에서는 인구의 약 1,433명(33.1%)이 필수가 아닌 고등교육을 이수했으며, 348명(8.0%)이 추가 고등교육(대학 또는 응용학문대학)을 마쳤다. 고등교육을 마친 348명 중 61.8%가 스위스 남성, 22.7%가 스위스 여성, 10.6%가 비스위스계 남성, 4.9%가 비스위스계 여성이었다.
2009/2010 학년도에 생트크루아 학군에는 총 464명의 학생이 있었다. 보주의 주립학교 시스템에서는 정치 구역에서 2년간의 의무가 아닌 유아원을 제공한다. 학년 동안 정치 지역은 총 578명의 어린이에게 유치원 보육을 제공했으며, 그중 359명의 어린이(62.1%)가 보조금을 받는 유치원 보육을 받았다. 주의 초등학교 프로그램은 학생들이 4년 동안 출석해야 한다. 시립 초등학교 프로그램에는 223명의 학생이 있었다. 중학교 의무 프로그램은 6년 동안 지속되며, 해당 학교의 학생은 223명이었다. 홈스쿨링을 하거나 다른 학교에 다니는 학생도 18명이었다.
2000년 현재 생트크루아에는 다른 지자체에서 온 160명의 학생이 있었고, 106명의 거주자는 지자체 외부의 학교에 다녔다.
생트크루아에는 과학 예술 박물관(Musée des Arts et des Sciences)와 CIMA가 있다. 2009년 과학 예술 박물관에 757명의 방문객이 방문했다(이전 연도의 평균은 530명). 2009년에 CIMA는 14,171명(이전 연도의 평균은 18,096명)의 방문자가 방문했다.

## 스포츠
겨울에는 인기있는 겨울 스포츠 리조트이다.